# Dorastanie (serial telewizyjny)
Dorastanie – polski społeczno-obyczajowy serial telewizyjny z 1987 roku.

## Fabuła
Serial opowiada o trzech młodych ludziach – inteligencie, robotniku i rolniku, których połączyło wspólne zamiłowanie do siatkówki. Akcja dzieje w latach 1972–1980, na tle sytuacji polityczno-gospodarczej w Polsce. W tym czasie bohaterowie zaczynają dorosłe życie, zakładają rodziny, doświadczają pierwszych sukcesów i porażek.

## Lista odcinków
1. 1972
2. 1972-1973
3. 1973-1975
4. 1975-1976
5. 1976-1977
6. 1977-1979
7. 1979-1980

## Obsada
- Cezary Morawski – Tadeusz Leszkiewicz
- Dorota Pomykała – Basia
- Tomasz Dedek  – Jan Braniak
- Andrzej Zieliński – Staszek Kula
- Marcin Sosnowski – siatkarz Boguś Tomal
- Wojciech Pokora – Tosiek, trener siatkarzy
- Marek Bargiełowski – Koliński
- Adam Ferency – Stefan
- Marek Kondrat – prawnik Marek
- Piotr Machalica – redaktor Zbigniew Kamiński
- Michał Tarkowski – siatkarz
- Tadeusz Włudarski – dziekan
- Tadeusz Wojtych – ojciec Braniaka
- Bohdan Ejmont – ojciec Staszka Kuli
- Marek Frąckowiak – kolega Staszka Kuli
- Antonina Girycz – urzędniczka w biurze zatrudnienia
- Michał Juszczakiewicz – kumpel Leszkiewicza z łaźni
- Zdzisław Rychter – kumpel Leszkiewicza z łaźni
- Anna Kaźmierczak – Bożena Malawska
- Katarzyna Chrzanowska – Joasia, żona Braniaka
- Tadeusz Madeja – Malawski, ojciec Bożeny
- Anna Ciepielewska – matka Basi
- Ryszard Sobolewski – ojciec Basi
- Jacek Strzemżalski – nauczyciel, działacz Frontu Jedności Narodu
- Stefania Iwińska – matka Staszka Kuli
- Tomasz Taraszkiewicz – Zyga, kolega Braniaka z fabryki
- Stanisław Biczysko – kolega Staszka Kuli
- Helena Kowalczykowa – Kazia, kucharka w stołówce przyzakładowej
- Zdzisław Kozień – Henryk Zabielski
- Zdzisław Kuźniar – sekretarz POP w fabryce Braniaka
- Czesław Lasota – Tomasz Machalica, sołtys Kobylnicy
- Czesław Mroczek – proboszcz w Kobylnicy
- Andrzej Baranowski – mieszkaniec Kobylnicy
- Stanisław Brudny – robotnik
- Juliusz Krzysztof Warunek – robotnik
- Andrzej Szenajch – listonosz
- Danuta Owczarek – Anna Kozłowska
- Ryszard W. Borsucki
- Renata Domagała
- Józef Konieczny
- Cezary Świtkowski

Wystąpili także:
Odcinek 1:
- Dariusz Biskupski – student
- Piotr Grabowski – doktorant
- Mieczysław Hryniewicz – doktorant
- Krzysztof Kumor – rektor
- Włodzimierz Nakwaski – ojciec Tadeusza
- Bogusław Sochnacki – profesor Gołąbski
- Zdzisław Szymborski – profesor Wrzostek
- Wojciech Adamczyk
- Zenon Dądajewski
- Krzysztof Zakrzewski

Odcinek 2:
- Jerzy Janeczek – Franciszek Marczak
- Jacek Kałucki – nauczyciel Romanko
- Janusz Paluszkiewicz – dozorca w szkole
- Wojciech Skibiński – gospodarz
- Piotr Brzeziński
- Andrzej Chudy
- Marcin Gębicz
- Sławomir Kuś
- Andrzej Malec
- Janusz Mond
- Nina Skołuba-Uryga

Odcinek 3:
- Andrzej Gawroński – zaopatrzeniowiec
- Marian Glinka – żeglarz
- Sylwester Maciejewski – kierowca
- Włodzimierz Musiał – archiwista

Odcinek 4:
- Włodzimierz Bednarski – majster
- Krystyna Borowicz – urzędniczka w fabryce
- Jacek Domański – szef oddziału obrabiarek
- Andrzej Grąziewicz – urzędnik spółdzielni mieszkaniowej
- Józef Kalita – ojciec Joasi
- Marek Kępiński – prezes spółdzielni mieszkaniowej
- Jerzy Moes – urzędnik w fabryce
- Kazimiera Utrata-Lusztig – salowa
- Edward Bukowian
- Janusz Chlebowski
- Teresa Korbacz
- Zygmunt Listkiewicz
- Zdzisław Winiarczyk

Odcinek 5:
- Hubert Wagner – w roli samego siebie
- Piotr Skarga – lekarz
- Wiesław Nowosielski – taksówkarz

Odcinek 6:
- Andrzej Wykrętowicz – redaktor naczelny
- Andrzej Ferenc – redaktor
- Ewa Kania – pielęgniarka Janeczka
- Krystyna Kołodziejczyk – lekarka
- Piotr Kozłowski – student Leszkiewicza
- Agnieszka Robótka – kucharka w stołówce przyzakładowej
- Anna Wojton – studentka Leszkiewicza
- Piotr Makowski
- Zofia Olewińska
- Dariusz Pomorski
- Alicja Wolska

Odcinek 7:
- Ewa Ziętek – Urbańska
- Marian Krawczyk – towarzysz z KW
- Tomasz Marzecki – doktor Arciszewski
- Stanisław Niwiński – dyrektor fabryki
- Danuta Borowiecka
- Jerzy Fijałkowski